# José Hilario López
José Hilario López, né le 18 février 1798 à Popayán et mort le 27 novembre 1869 à Neiva, est un homme d'État colombien. Il est président de la République de Nouvelle-Grenade de 1849 à 1853.

## Vie personnelle

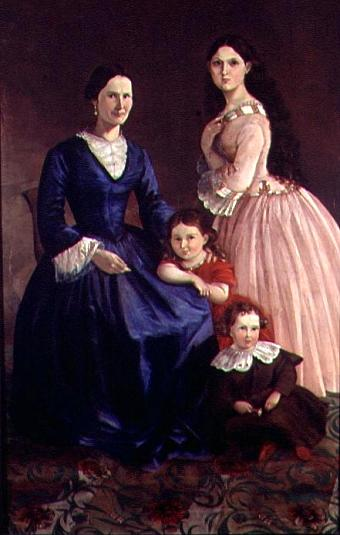
Famille de José Hilario López (sa femme et ses enfants).

José Hilario López était le fils de José Casimiro López Hurtado, officier de croisade, et de Rafaela Valdés et Fernández de Córdoba. Il a étudié à Popayán sous la tutelle de José Félix Restrepo.
Après la mort de son père, José Hilario et ses frères ont été confiés à un tuteur.  
Marié à María Dorotea Durán Borrero (14 juillet 1813 - 24 septembre 1874), il a trois filles : Lucrecia, Policarpa et Maria Luisa López. 

## Parcours militaire et politique

### Début de carrière militaire
Avant les événements qui ont suivi la conspiration de Septembrina en 1828, en sa qualité de chef de l'état-major et de commandant général du département d'Azuay, López s'est levé contre le libérateur Simón Bolívar avec le colonel José María Obando. À une époque où les hostilités entre la Grande Colombie et le gouvernement du Pérou avaient commencé fin décembre 1828, Bolívar se dirigea vers le sud dans le cadre de la guerre avec le Pérou. Dans le même temps, il réprime la rébellion d'Oando et López. Là, López a cherché à surmonter les obstacles que le soulèvement de ces chefs lui a imposés pour rencontrer le maréchal Antonio José de Sucre et faire face à l'agression péruvienne.  
À la fin de janvier 1829, Bolívar a accordé une grâce en faveur des personnes impliquées dans le soulèvement et a envoyé des commissaires à Obando et López avec des propositions pour un accord, qui était spécifié dans le traité de Juanambú, signé le 2 mars 1829. Bolívar a expliqué aux rebelles les raisons pour lesquelles il avait ignoré la Constitution de Cúcuta, après ce qui s'est passé au Venezuela avec le mouvement séparatiste de La Cosiata dirigé par José Antonio Páez.
Sous le gouvernement militaire du général Rafael Urdaneta, en septembre 1830, López et Obando se rebellèrent à nouveau.  Sa position s'est rapidement renforcée. Après avoir dominé le sud et avoir pris le contrôle de Popayán, López a avancé jusqu'à la ville de Tocaima, devant laquelle Urdaneta a proposé la cessation des hostilités et, après négociations, a signé l'Accord d'Apulo le 28 avril 1831.

### Carrière politique
Après la dissolution de Grande Colombie, en 1832, sous le gouvernement de Francisco de Paula Santander, López est nommé chef militaire de Bogotá et, en 1834, gouverneur de Carthagène. Plus tard, il occupe les portefeuilles de ministre de la guerre et de la marine avant d'être ambassadeur auprès du Saint-Siège puis secrétaire aux relations extérieures. Enfin, il est conseiller d'État et sénateur.

## Président de la République
Le 1er avril 1849, Hilario López, membre du parti libéral, est élu à la présidence. Les libéraux, après leur défaite durant la guerre des Suprêmes, ont été amnistiés par Mosquera et ont retrouvé leurs forces, poussés par les révolutions de 1848 en Europe qui reprennent leurs idées et leur donnent l'ascendant sur l'opposition conservatrice.
De vastes réformes sont engagées, notamment contre la prédominance de l'Église. Les Jésuites, revenus en 1843, sont expulsés de nouveau par le décret du 18 mai 1850. La constitution est amendée en 1851 et la plupart des réformes réclamées par l'opinion publique sont effectuées : abolition de la peine de mort pour les délits politiques, institution du jury, liberté de la presse, liberté de la navigation des fleuves de l'intérieur et des frontières, abolition de certains impôts (notamment la dîme). Cela ne va pas sans susciter de nombreuses réactions des milieux conservateurs.
Le 21 mai 1851 le gouvernement décide de l'abolition de l'esclavage. Les grand propriétaires terriens et les esclavagistes se révoltent alors, soutenus par les conservateurs. Le 10 septembre 1851, les conservateurs sont finalement vaincus. Les libéraux au pouvoir sortent renforcés politiquement de ces affrontements et le train de réformes engagé peut continuer, notamment par l'adoption d'une nouvelle constitution en 1853.
En 1854, une courte guerre civile éclate à la suite d'un coup d'État du général José María Melo. Les forces combinées de Pedro Alcántara Herrán, Tomás Cipriano de Mosquera et José Hilario López parviennent à vaincre les forces de Melo à Bogota le 4 décembre 1854. L'acte de reddition est signé dans l'actuel parc Santander.